# Volta a Cataluña 1912
La Volta a Cataluña de 1912 fue la segunda edición de la Volta a Cataluña. La prueba se disputó en tres etapas entre el 6 y el 8 de abril de 1912, por un total de 424 km. El vencedor final, y claro dominador de la carrera, fue el catalán José Magdalena, por delante de Juan Martí y Antonio Crespo.
Esta edició de la Volta se hizo coincidir con el Campeonato de España en Ruta, así que Magdalena también se proclamó Campeón de España.

## Etapes
| Etapa | Fecha      | Recorrido           | km         | Vencedor de etapa | Líder de la general |
| ----- | ---------- | ------------------- | ---------- | ----------------- | ------------------- |
| 1ª    | 6 de abril | Barcelona - Manresa | 127,243 km | José Magdalena    | José Magdalena      |
| 2ª    | 7 de abril | Manresa - Lérida    | 128,2 km   | José Magdalena    | José Magdalena      |
| 3ª    | 8 de abril | Lérida - Barcelona  | 171,7 km   | José Magdalena    | José Magdalena      |

### Etapa 1. Barcelona - Manresa. 127,243 km
|   | Ciclista       | Tiempo     |
| - | -------------- | ---------- |
| 1 | José Magdalena | 5h 19' 09" |
| 2 | José Pérez     | + 13' 39"  |
| 3 | Juan Martí     | + 17' 43"  |

|   | Ciclista       | Tiempo     |
| - | -------------- | ---------- |
| 1 | José Magdalena | 5h 19' 09" |
| 2 | José Pérez     | + 13' 39"  |
| 3 | Juan Martí     | + 17' 43"  |

### Etapa 2. Manresa - Lérida. 128,2 km
|   | Ciclista       | Tiempo     |
| - | -------------- | ---------- |
| 1 | José Magdalena | 5h 39' 10" |
| 2 | Antonio Crespo | + 07"      |
| 3 | Vicente Blanco | + 12' 45"  |

|   | Ciclista       | Tiempo      |
| - | -------------- | ----------- |
| 1 | José Magdalena | 10h 58' 19" |
| 2 |                |             |
| 3 |                |             |

### Etapa 3. Lérida - Barcelona. 171,74 km
|   | Ciclista       | Tiempo     |
| - | -------------- | ---------- |
| 1 | José Magdalena | 7h 33' 49" |
| 2 | Lázaro Villada | + 04"      |
| 3 | Antonio Crespo | m. t.      |

|   | Ciclista       | Tiempo      |
| - | -------------- | ----------- |
| 1 | José Magdalena | 18h 32' 08" |
| 2 | Juan Martí     | + 44' 16"   |
| 3 | Antonio Crespo | + 56' 21"   |

## Clasificación final
| Pos. | Ciclista         | Tiempo      |
| 1    | José Magdalena   | 18h 32' 08  |
| 2    | Juan Martí       | + 44' 16    |
| 3    | Antonio Crespo   | + 56' 21    |
| 4    | Lázaro Villada   | + 59' 40    |
| 5    | Joaquín Rubio    | + 1h 17' 21 |
| 6    | Vicente Blanco   | + 1h 37' 18 |
| 7    | Francisco Túnica | + 1h 43' 39 |
| 8    | Miguel Tusquella | + 2h 27' 00 |
| 9    | Manuel Planell   | + 2h 28' 49 |
| 10   | José Pérez       | + 2h 35' 28 |